# Vila Militar
Vila Militar  è un quartiere (bairro) della Zona Ovest della città di Rio de Janeiro in Brasile.
I suoi quartieri vicini sono Campo dos Afonsos, Deodoro, Jardim Sulacap, Magalhães Bastos, Parque Anchieta, Realengo e Ricardo de Albuquerque.

## Amministrazione
Vila Militar fu istituito come bairro a sé stante il 23 luglio 1981 come parte della Regione Amministrativa XXXIII - Realengo del municipio di Rio de Janeiro.